# Sông Đông Sơn

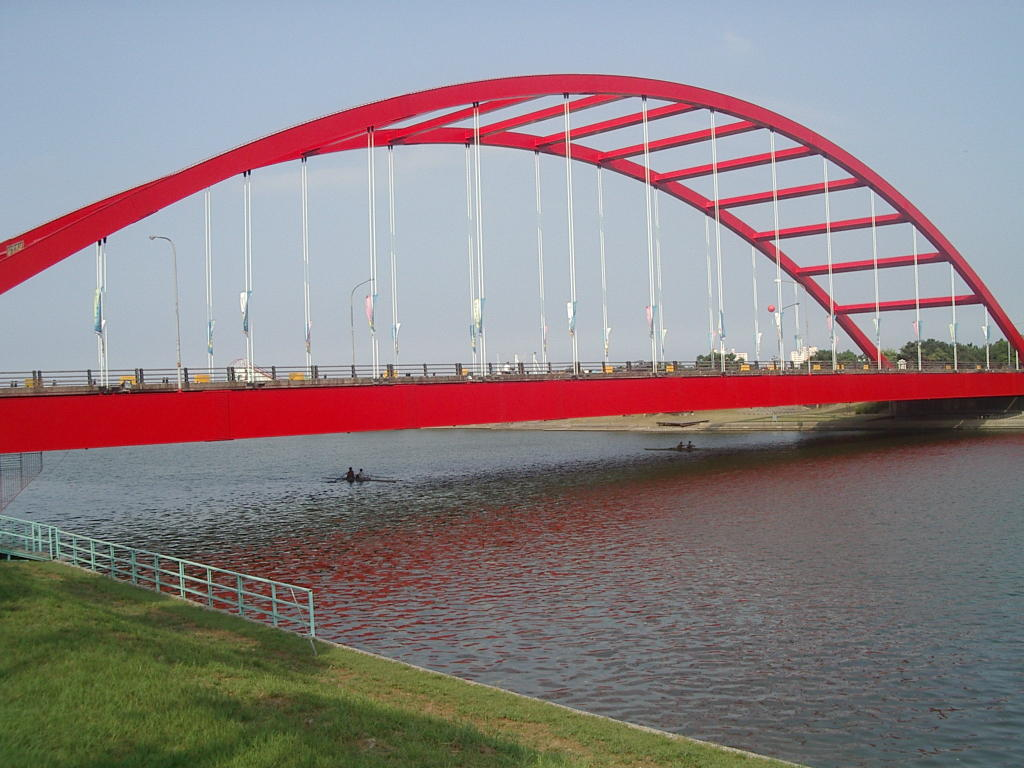
cầu Lợi Trạch Giản

Đông Sơn (tiếng Trung: 冬山河; bính âm: Dōngshān Hé; Wade–Giles: Tung-shan Ho) là một dòng sông tại đông bắc Đài Loan. Sông là phụ lưu của sông Lan Dương và có chiều dài là 24 km thuộc địa bàn của Nghi Lan. Sông có nguồn gốc từ Tân Liêu Sơn và chảy qua hai hương Đông Sơn và Ngũ Kết trước khi hợp lưu với Lan Dương ở ngay gần cửa biển của dòng chính này, do vậy nhìn trên bản đổ, nhiều khi có thể lầm tưởng rằng sông Đông Sơn đổ thẳng ra Thái Bình Dương. Mặc dù là một con sông ngắn, song do có phong cảng đẹp và có tính lịch sử, khu vực sông đã trở thành một địa điểm du lịch quan trọng. Các địa điểm du lịch chính là Trung tâm Nghệ thuật truyền thống Quốc lập, công viên nước Đông Sơn các hoạt động như lễ hội đồ chơi và giải đua thuyền quốc tế. 